# Szabó Dávid (röplabdázó)
Szabó Dávid (beceneve: „Zsiráf”) (Kazincbarcika, 1990. január 13. –) klubvilágbajnoki bronzérmes, többszörös magyar bajnok és kupagyőztes magyar röplabdázó, a Kaposvári NRC másodedzője.

## Pályafutása
9 évesen kezdett el röplabdázni Veres István edző irányítása alatt a kazincbarcikai Kazinczy Ferenc–Kertvárosi Általános Iskolában. Profi pályafutását 15 éves korában a  VRCK csapatával kezdte a magyar bajnokságban. A 2005–2006-os idényben megnyerték a bajnokságot és a nemzeti kupát. Az Eötvös Kupákon többször vett részt. 2005-ben a magyar válogatott tagjaként a torna legtechnikásabb játékosának választották. A 2006-2007. tanévben a röplabda diákolimpia országos döntőjében a Surányi Endre Szakképző Iskola és Kollégium bronzérmes csapata tagjaként különdíjjal jutalmazták.
Légiósként játszott Olaszországban, Szlovéniában, Ausztriában, Törökországban. A második magyar röplabdázó, aki Dél-Koreában játszott. 2017-ben visszatért Kazincbarcikára, a VRCK csapatával újabb két bajnoki címet és egy-egy Magyar Kupa arany- és bronzérmet nyert, két ízben pedig pályára léphetett a Bajnokok Ligájában is.
A 2019–20-as idénytől a román bajnokságban szereplő Zilah együttesét (Volei Municipal Zalău) erősíti. A 2020–21-es idényben a Vegyész RC Kazincbarcika férfi csapatának vezetőedzőjének, Toronyai Miklósnak a munkáját segítette másodedzőként. A 2021–22-es szezontól újra a  VRCK játékosa lett.
2024 májusában a női röplabda Extraliga legutóbbi idényében ezüstérmes Kaposvári NRC szakmai stábjához csatlakozott másodedzőként.

## Eredményei

### Hazai versenyek

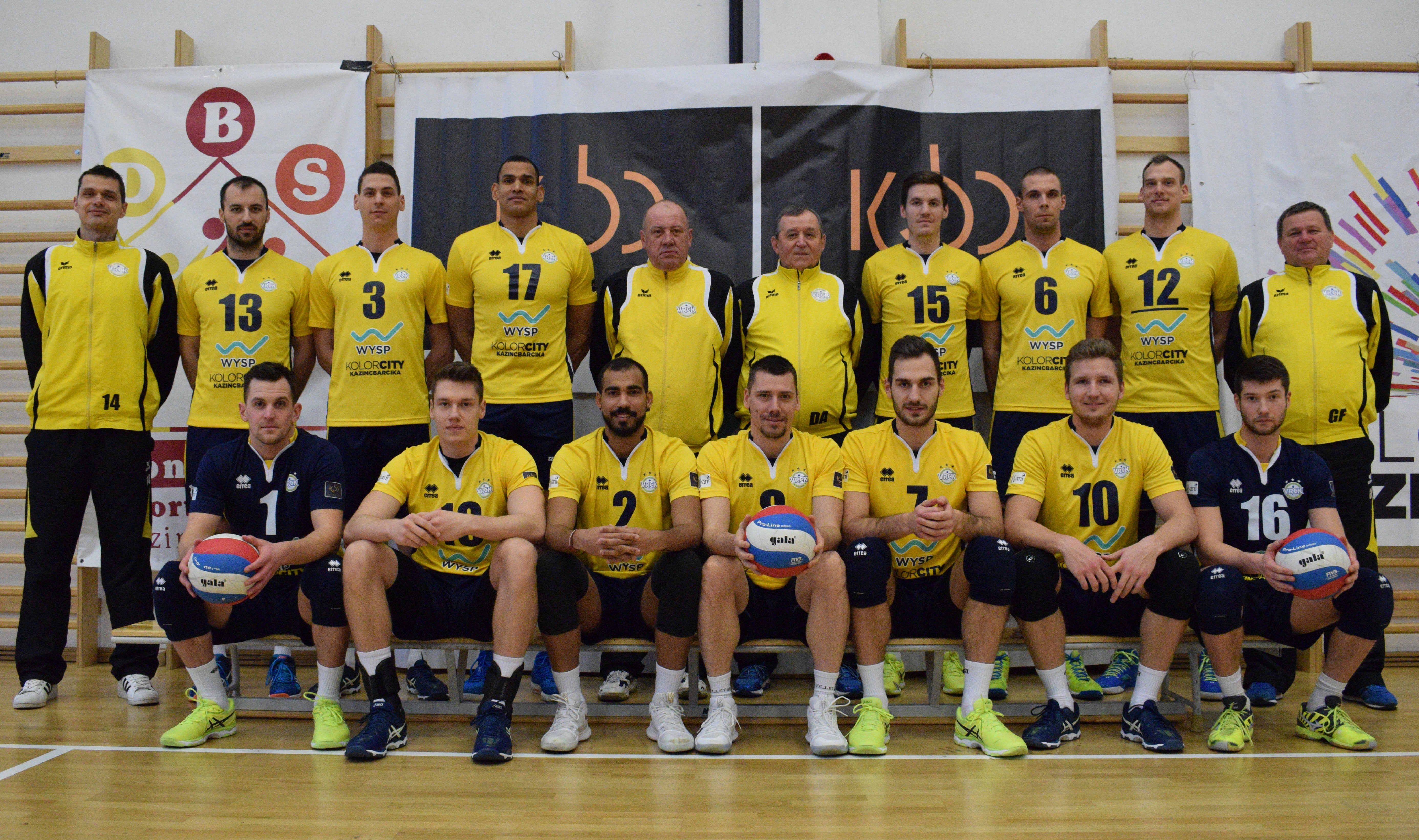
A 2018-ban bajnok és kupagyőztes csapat tagjaként (12. számú mezben)

Vegyész RC Kazincbarcika
- 3x Magyar bajnok: 2006, 2018, 2019
- 2x Magyar Kupa-győztes: 2005, 2018

- 2x Magyar bajnoki ezüstérmes: 2007, 2016
- 1x Magyar Kupa-ezüstérmes: 2022
- 1x Magyar Kupa-bronzérmes: 2019

### Nemzetközi eredmények
- Szlovén bajnokság – 2. hely (OK Salonit Anhovo, 2010)
- CEV Kupa – 1. hely (Sisley Treviso, 2010–2011)
- Olasz szuperkupa – 1. hely (Trentino Volley, 2013)
- Klub világbajnokság – 3. hely (Trentino Volley, 2013)
- MEVZA – 3. hely (Tirol Innsbruck, 2013)